# Morne Jeanneton
Le morne Jeanneton est un sommet de l'île de Basse-Terre en Guadeloupe. Ce morne culmine à 744 mètres d'altitude et constitue le point tripartite entre les communes de Pointe-Noire, Sainte-Rose et Lamentin.
La trace des Contrebandiers, qui relie le lieu-dit Les Plaines à Pointe-Noire à celui de Duportail sur le territoire de Sainte-Rose passe sur ses flancs.
La rivière Janikeete prend source sur ses flancs.